# كاري ليستير
كاري ليستير (بالإنجليزية: Carrie Lester)‏ هي تريثلت أسترالية، ولدت في 28 يناير 1982 في بريزبان في أستراليا.

## وصلات خارجية
- كاري ليستير على موقع اتحاد الترياتلون الدولي (الإنجليزية)